# Gouvernement Bachelet II
 (août 2025).
Sebastián Piñera 
Le gouvernement Bachelet II est le gouvernement du Chili entre le 11 mars 2014 et le 11 mars 2018, dont la présidente de la République est Michelle Bachelet.

## Contexte
Pendant le premier gouvernement du président Sebastián Piñera, élu avec la coalition de Chile Vamos, une partie de la population chilienne manifeste en 2011 pour protester contre un modèle économique néolibéral qu'elle juge héritière du système dictatorial.
En parallèle de ces tensions sociales, le Chili traverse un ralentissement de sa croissance économique et des divisions au sein des partis de gauche.

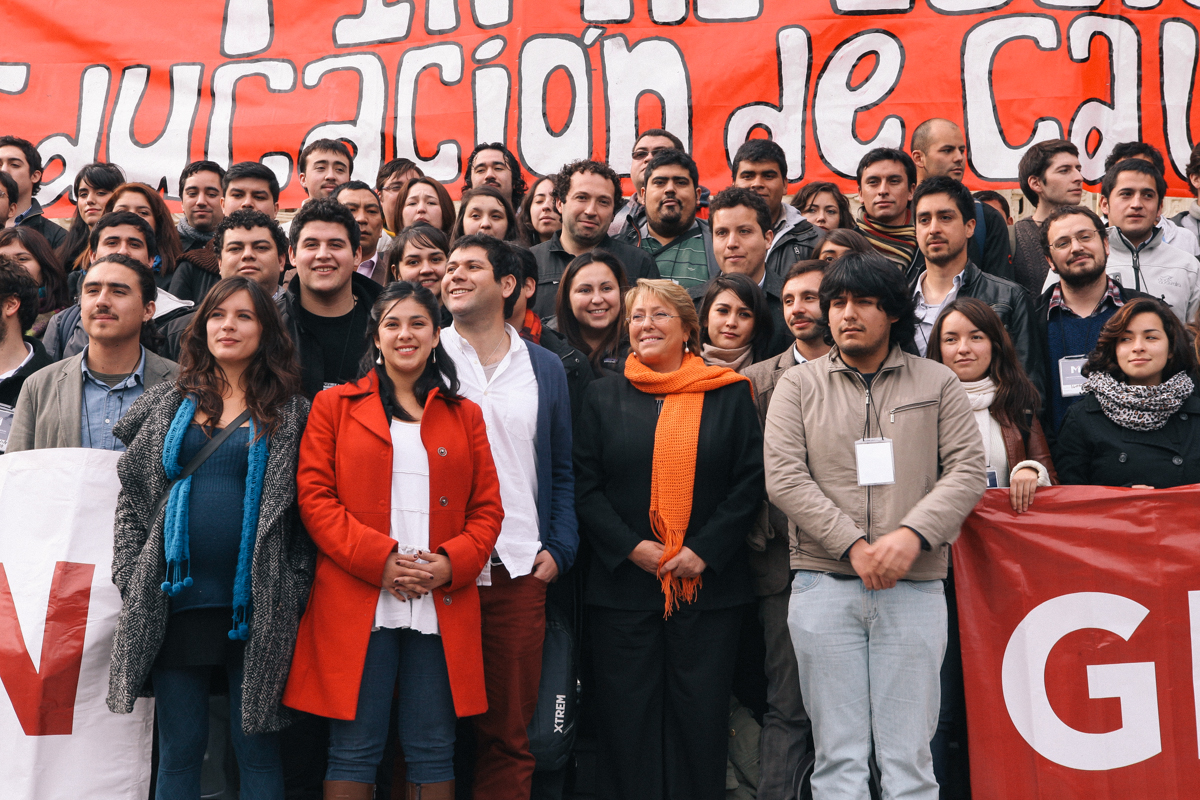
Michelle Bachelet le 8 août 2013 aux côtés de leaders étudiants dont ceux du mouvement lancé en 2011, comme Camilo Ballesteros et Camila Vallejo.

### Deuxième campagne de Bachelet
En mars 2013, Michelle Bachelet se présente une seconde fois à l'élection présidentielle du pays,, en centrant son programme sur la fiscalité, l'éducation gratuite et la rédaction d'une nouvelle Constitution, pour faire du Chili « un pays plus juste, plus égalitaire et sans discrimination ».
Le 15 décembre 2013, Bachelet remporte le second tour de l'élection présidentielle de 2013 avec 62 % de voix et une majorité au parlement face à Evelyn Matthei. Michelle Bachelet devient ainsi la première femme à devenir par deux fois présidente du Chili.

## Composition

### Initiale (11 mars 2014)
| Image                                   | Fonction                                                | Fonction  | Nom                             | Nom                                    | Nom                                | Parti                                  | Parti                   | Parti                   |                         |
| --------------------------------------- | ------------------------------------------------------- | --------- | ------------------------------- | -------------------------------------- | ---------------------------------- | -------------------------------------- | ----------------------- | ----------------------- | ----------------------- |
|                                         | Présidente de la République                             |           | Michelle Bachelet               | Michelle Bachelet                      | Michelle Bachelet                  | PS                                     | PS                      | PS                      |                         |
| Ministres                               | Ministres                                               | Ministres | Ministres                       | Ministres                              | Sous-secrétaires d'État            | Sous-secrétaires d'État                | Sous-secrétaires d'État | Sous-secrétaires d'État | Sous-secrétaires d'État |
| Image                                   | Poste                                                   | Poste     | Titulaire                       | Parti                                  | Affectation                        | Nom                                    | Nom                     | Parti                   |                         |
|                                         | Ministre de l’Intérieur et de la sécurité publique      |           | Rodrigo Peñailillo              | PPD                                    |                                    |                                        |                         |                         |                         |
| Intérieur                               | Ministre de l’Intérieur et de la sécurité publique      |           | Rodrigo Peñailillo              | PPD                                    | Mahmud Aleuy                       | PS                                     |                         |                         |                         |
| Développement régional et administratif | Ministre de l’Intérieur et de la sécurité publique      |           | Rodrigo Peñailillo              | PPD                                    | Ricardo Cifuentes                  | PDC                                    |                         |                         |                         |
| Prévention du Crime                     | Ministre de l’Intérieur et de la sécurité publique      |           | Rodrigo Peñailillo              | PPD                                    | Antonio Frey Valdés                | PPD                                    |                         |                         |                         |
|                                         | Ministre des Affaires étrangères                        |           | Heraldo Muñoz                   | PPD                                    |                                    |                                        |                         |                         |                         |
| Affaires étrangères                     | Ministre des Affaires étrangères                        |           | Heraldo Muñoz                   | PPD                                    | Edgardo Riveros                    | PDC                                    |                         |                         |                         |
|                                         | Ministre de la Défense nationale                        |           | Jorge Burgos                    | PDC                                    |                                    |                                        |                         |                         |                         |
| Défense                                 | Ministre de la Défense nationale                        |           | Jorge Burgos                    | PDC                                    | Marcos Robledo                     | PS                                     |                         |                         |                         |
| Forces Armées                           | Ministre de la Défense nationale                        |           | Jorge Burgos                    | PDC                                    | Gabriel Gaspar                     | PS                                     |                         |                         |                         |
|                                         | Ministre-Secrétaire général de la Présidence            |           | Ximena Rincón                   | PDC                                    |                                    |                                        |                         |                         |                         |
| Secrétaire général de la Présidence     | Ministre-Secrétaire général de la Présidence            |           | Ximena Rincón                   | PDC                                    | Patricia Silva Meléndez (es)       | PS                                     |                         |                         |                         |
|                                         | Ministre-Secrétaire général du gouvernement             |           | Álvaro Elizalde                 | PS                                     |                                    |                                        |                         |                         |                         |
| Secrétaire général du gouvernement      | Ministre-Secrétaire général du gouvernement             |           | Álvaro Elizalde                 | PS                                     | Rodolfo Baier (es)                 | PRSD                                   |                         |                         |                         |
|                                         | Ministre des Finances                                   |           | Alberto Arenas (es)             | PS                                     |                                    |                                        |                         |                         |                         |
| Finances                                | Ministre des Finances                                   |           | Alberto Arenas (es)             | PS                                     | Alejandro Micco                    | PDC                                    |                         |                         |                         |
|                                         | Ministre de l'Économie, du Développement et du Tourisme |           | Luis Felipe Céspedes (es)       | PDC                                    |                                    |                                        |                         |                         |                         |
| Économie et Petites Entreprises         | Ministre de l'Économie, du Développement et du Tourisme |           | Luis Felipe Céspedes (es)       | PDC                                    | Katia Trusich                      | PPD                                    |                         |                         |                         |
| Pêche et Aquaculture                    | Ministre de l'Économie, du Développement et du Tourisme |           | Luis Felipe Céspedes (es)       | PDC                                    | Raúl Súnico                        | PS                                     |                         |                         |                         |
| Tourisme                                | Ministre de l'Économie, du Développement et du Tourisme |           | Luis Felipe Céspedes (es)       | PDC                                    | Javiera Montes Cruz                | PS                                     |                         |                         |                         |
|                                         | Ministre du Développement social et de la Famille       |           | Fernanda Villegas (es)          | PS                                     |                                    |                                        |                         |                         |                         |
| Évaluation sociale                      | Ministre du Développement social et de la Famille       |           | Fernanda Villegas (es)          | PS                                     | Heidi Berner (es)                  | Indép., proche du PS                   |                         |                         |                         |
| Services sociaux                        | Ministre du Développement social et de la Famille       |           | Fernanda Villegas (es)          | PS                                     | Juan Eduardo Faúndez (es)          | PPD                                    |                         |                         |                         |
|                                         | Ministre de l'Éducation                                 |           | Nicolás Eyzaguirre              | PDC                                    |                                    |                                        |                         |                         |                         |
| Éducation                               | Ministre de l'Éducation                                 |           | Nicolás Eyzaguirre              | PDC                                    | Valentina Quiroga                  | Indép.                                 |                         |                         |                         |
|                                         | Ministre de la Justice et des droits de l’Homme         |           | José Antonio Gómez Urrutia (es) | PRSD                                   |                                    |                                        |                         |                         |                         |
| Justice                                 | Ministre de la Justice et des droits de l’Homme         |           | José Antonio Gómez Urrutia (es) | PRSD                                   | Marcelo Albornoz Serrano (es)      | PDC                                    |                         |                         |                         |
|                                         | Ministre du Travail et de la Protection sociale         |           | Javiera Blanco (es)             | Indép., proche PDC                     |                                    |                                        |                         |                         |                         |
| Travail                                 | Ministre du Travail et de la Protection sociale         |           | Javiera Blanco (es)             | Indép., proche PDC                     | Francisco Javier Díaz Verdugo (es) | PS                                     |                         |                         |                         |
| Prévoyance sociale                      | Ministre du Travail et de la Protection sociale         |           | Javiera Blanco (es)             | Indép., proche PDC                     | Marcos Barraza (es)                | PCCh                                   |                         |                         |                         |
|                                         | Ministre des Travaux publics                            |           | Alberto Undurraga (es)          | PDC                                    |                                    |                                        |                         |                         |                         |
| Travaux publics                         | Ministre des Travaux publics                            |           | Alberto Undurraga (es)          | PDC                                    | Sergio Galilea (es)                | PPD                                    |                         |                         |                         |
|                                         | Ministre de la Santé                                    |           | Helia Molina                    | PPD                                    |                                    |                                        |                         |                         |                         |
| Santé publique                          | Ministre de la Santé                                    |           | Helia Molina                    | PPD                                    | Jaime Burrows (es)                 | PDC                                    |                         |                         |                         |
| Réseaux de santé                        | Ministre de la Santé                                    |           | Helia Molina                    | PPD                                    | Angélica Verdugo (es)              | PS                                     |                         |                         |                         |
|                                         | Ministre du Logement et de l'Urbanisme                  |           | Paulina Saball (es)             | PPD                                    |                                    |                                        |                         |                         |                         |
| Logement et Urbanisme                   | Ministre du Logement et de l'Urbanisme                  |           | Paulina Saball (es)             | PPD                                    | Jaime Romero Álvarez (es)          | PS                                     |                         |                         |                         |
|                                         | Ministre de l'Agriculture                               |           | Carlos Furche (es)              | PS                                     |                                    |                                        |                         |                         |                         |
| Agriculture                             | Ministre de l'Agriculture                               |           | Carlos Furche (es)              | PS                                     | Claudio Ternicier González (es)    | PDC                                    |                         |                         |                         |
|                                         | Ministre des Mines                                      |           | Aurora Williams                 | PR                                     |                                    |                                        |                         |                         |                         |
| Mines                                   | Ministre des Mines                                      |           | Aurora Williams                 | PR                                     | Ignacio Moreno Fernández (es)      | PPD                                    |                         |                         |                         |
|                                         | Ministre des Transports et des Télécommunications       |           | Andrés Gómez-Lobo (es)          | PPD                                    |                                    |                                        |                         |                         |                         |
| Transports                              | Ministre des Transports et des Télécommunications       |           | Andrés Gómez-Lobo (es)          | PPD                                    | Cristián Bowen (es)                | PDC                                    |                         |                         |                         |
| Télécommunications                      | Ministre des Transports et des Télécommunications       |           | Andrés Gómez-Lobo (es)          | PPD                                    | Carlos Melo Riquelme (es)          | Indép.                                 |                         |                         |                         |
|                                         | Ministre des Biens nationaux                            |           | Víctor Osorio Reyes (es)        | IC (es)                                |                                    |                                        |                         |                         |                         |
| Biens nationaux                         | Ministre des Biens nationaux                            |           | Víctor Osorio Reyes (es)        | IC (es)                                | Jorge Maldonado Contreras (es)     | PRSD                                   |                         |                         |                         |
|                                         | Ministre de l'Énergie                                   |           | Máximo Pacheco Matte            | PS                                     |                                    |                                        |                         |                         |                         |
| Énergie                                 | Ministre de l'Énergie                                   |           | Máximo Pacheco Matte            | PS                                     | Jimena Jara (es)                   | PPD                                    |                         |                         |                         |
|                                         | Ministre de l'Environnement                             |           | Pablo Badenier (es)             | PDC                                    |                                    |                                        |                         |                         |                         |
| Environnement                           | Ministre de l'Environnement                             |           | Pablo Badenier (es)             | PDC                                    | Marcelo Mena (es)                  | Indép., proche de la Nouvelle Majorité |                         |                         |                         |
|                                         | Ministre des Cultures, des Arts et du Patrimoine        |           | Claudia Barattini (es)          | Indép., proche de la Nouvelle Majorité |                                    |                                        |                         |                         |                         |
| Culture et Arts                         | Ministre des Cultures, des Arts et du Patrimoine        |           | Claudia Barattini (es)          | Indép., proche de la Nouvelle Majorité | Lilia Concha Carreño               | MAS Región (es)                        |                         |                         |                         |
|                                         | Ministre des Sports                                     |           | Natalia Riffo (es)              | MAS Región (es)                        |                                    |                                        |                         |                         |                         |
| Sports                                  | Ministre des Sports                                     |           | Natalia Riffo (es)              | MAS Región (es)                        | Nicole Sáez Pañero                 | PDC                                    |                         |                         |                         |
|                                         | Ministre de la Femme et de l’Égalité de genre           |           | Claudia Pascual                 | PCCh                                   |                                    |                                        |                         |                         |                         |
| Femme et de l’Égalité de genre          | Ministre de la Femme et de l’Égalité de genre           |           | Claudia Pascual                 | PCCh                                   | Bernarda Pérez                     | Indép.                                 |                         |                         |                         |